# Free Like You Make Me
Free Like You Make Me è un singolo del cantautore statunitense Cary Brothers, pubblicato nel 2011. Il brano è stato inserito nella colonna sonora della terza stagione di The Vampire Diaries.

## Tracce
1. Free Like You Make Me – 5:43